# 116-й отдельный стрелковый полк
116-й отдельный стрелковый полк — тактическое формирование Сухопутных войск Российской Федерации.

## История
Формирование первоначально создано как 113-й стрелковый полк мобилизационного резерва Народной милиции Донецкой Народной Республики в 2022 году, незадолго до начала вторжения России на Украину. Полк был укомплектован мобилизованными жителями ДНР. После чего полк был переброшен в Херсонскую область, где находился в населённых пунктах Антоновка, Камышанка, Томина и Широкая Балки, Александровка, Чкалово, Давыдов Брод, Белогорка и Садок. Затем полк располагался в населённых пунктах Донецкой области: Ялте, Ровнополе, Нижних дачах, Никольском, Керменчике и Старомлыновке
24 января 2023 года полк переформирован в 116-й отдельный стрелковый полк и вошёл в состав Вооружённых сил Российской Федерации.